# Kereszténydemokrata és Flamand
A Kereszténydemokrata és Flamand (hollandul: Christen-Democratisch en Vlaams, rövidítve: CD&V) párt a belgiumi flamand közösség egyik politikai pártja, korábbi nevén Keresztény Néppárt (Christelijke Volkspartij, CVP). A párt konzervatív, kereszténydemokrata és flamand nacionalista politikai elveket vall. Szoros kapcsolat fűzi mind a keresztény szakszervezetekhez (ACV), mind a flamand farmerek szervezetéhez.
A 2007-es belga országos választások eredményeként az ország legnagyobb politikai pártja, de egyedül nem volt képest kormányt alakítani. Jelenleg a CD&V koalíciós kormányt alkotva kormányoz, Herman Van Rompuy (korábbi pártelnök) vezetésével.
2008. december 19-én Yves Leterme (CD&V) korábbi miniszterelnök felajánlotta a lemondását II. Albert belga királynak. Az új kormány, Van Rompuy vezetésével, 2008. december 30-án tette le hivatali esküjét.

## A párt története
A párt csak 2001-ben vette fel jelenlegi nevét, de története visszanyúlik a Belgium függetlenségének kikiáltása után létrehozott katolikus párthoz. A Belga Katolikus Párt sokáig az ország meghatározó politikai csoportosulása volt a liberális párt mellett. 1945-ben alakult meg a katolikus párt utódja, a Keresztény Néppárt - Keresztényszocialista Párt (Christelijke Volkspartij-Parti Social Chrétien, CVP-PSC). 1968-ban ez a párt nyelvi-regionális alapon felbomlott: a vallon régióban a francia nyelvű Keresztényszocialista Párt (Parti Social Chrétien, PSC), míg a flamand régióban a holland nyelvű Keresztény Néppárt (Christelijke Volkspartij, CVP) jött létre. A PSC jelenlegi elnevezése Humanista Demokratikus Közép (Centre démocrate humaniste, cdH), míg a CVP 2001-ben felvette jelenlegi nevét. A párt jelenlegi elnöke Marianne Thyssen.
Megalakulása után a CD&V szinte folyamatosan kormányzott, egészen 1999-ig. Az 1999-es belga választások eredményeként Guy Verhofstadt alakíthatott kormányt a Flamand Szabaddemokrata (Vlaamse Liberalen en Democraten, VLD) párt élén, a szocialistákkal és a zöldekkel koalícióban. A CD&V vezette Verhofstadt kormányának ellenzékét.
A 2003-as szövetségi választásokon a párt a várakozásokkal ellentétben rosszul szerepelt, és csak második helyre került a VLD mögött. A párt korábbi vidéki támogatóinak nagy része ekkor már a nacionalista Vlaams Blok szavazótáborát gyarapította. A választások eredményeként a flamand szabaddemokraták tovább kormányozhattak, bár a koalícióból kimaradtak a szintén rosszul szereplő zöldek.
2004. június 13-án flamand regionális és Európai Parlamenti választásokat tartottak, amelyet az Yves Leterme által vezetett CD&V nyert, részben a nacionalista Új Flamand Szövetséggel (Nieuw-Vlaamse Alliantie, N-VA) kötött választási koalíciónak köszönhetően. 2004. július 20-án Leterme bemutatta a flamand régió új kormányát, amely a CD&V/N-VA, VLD és az SP.A-Spirit (szocialista párt) képviselőiből állt.

## 2007-es választások
A 2007-es szövetségi választásokon Leterme vezette a párt listáját és vezetésével a CD&V/N-VA választási győzelmet aratott: összesen 30 képviselői helyet szerzett meg a 150 fős belga képviselőházban, míg 9 helyet a 40 fős szenátusban. Mivel azonban az abszolút többséget nem tudták megszerezni, a kormányalakítási tárgyalások jelentősen elhúzódtak és többször megakadtak, ezért csak 2008. március 20-án lépett hivatalba a Leterme által vezetett belga kormány.
2008. december 19-én Leterme bejelentette lemondását, mivel ő és igazságügyminisztere állítólag megkísérelték befolyásolni a Fortis belga bank eladásával kapcsolatban indított bírósági pert. Leterme utóda Herman Van Rompuy, aki 2008. december 30-án tette le hivatali esküjét.

## A párt elnökei
CVP/PSC (1945–1968)
- 1945–1947 Gilbert Mullie
- 1947–1949 Paul Willem Segers
- 1949–1959 Jef De Schuyffeleer
- 1959–1961 Fred Bertrand
- 1961–1963 Jozef De Saeger
- 1963–1968 Robert Vandekerckhove

CVP (1968–1999)
- 1968–1972 Robert Vandekerckhove
- 1972–1979 Wilfried Martens
- 1979–1982 Leo Tindemans
- 1982–1988 Frank Swaelen
- 1988–1993 Herman Van Rompuy
- 1993–1996 Johan Van Hecke
- 1996–1999 Marc Van Peel
- 1999–2001 Stefaan De Clerck

CD&V (2001–)
- 2001–2003 Stefaan De Clerck
- 2003–2004 Yves Leterme
- 2004–2007 Jo Vandeurzen
- 2007–2008 Etienne Schouppe
- 2008–2008 Wouter Beke
- 2008–2010 Marianne Thyssen
- 2010–jelenleg Wouter Beke

1968-ig a lista az egyesült CVP/PSC párt flamand elnökének nevét adja meg. A párt 2001. szeptember 29-én változtatta meg nevét CVP-ről CD&V-re.

## Külső hivatkozások
- A párt hivatalos weboldala